# 雪の華 (映画)

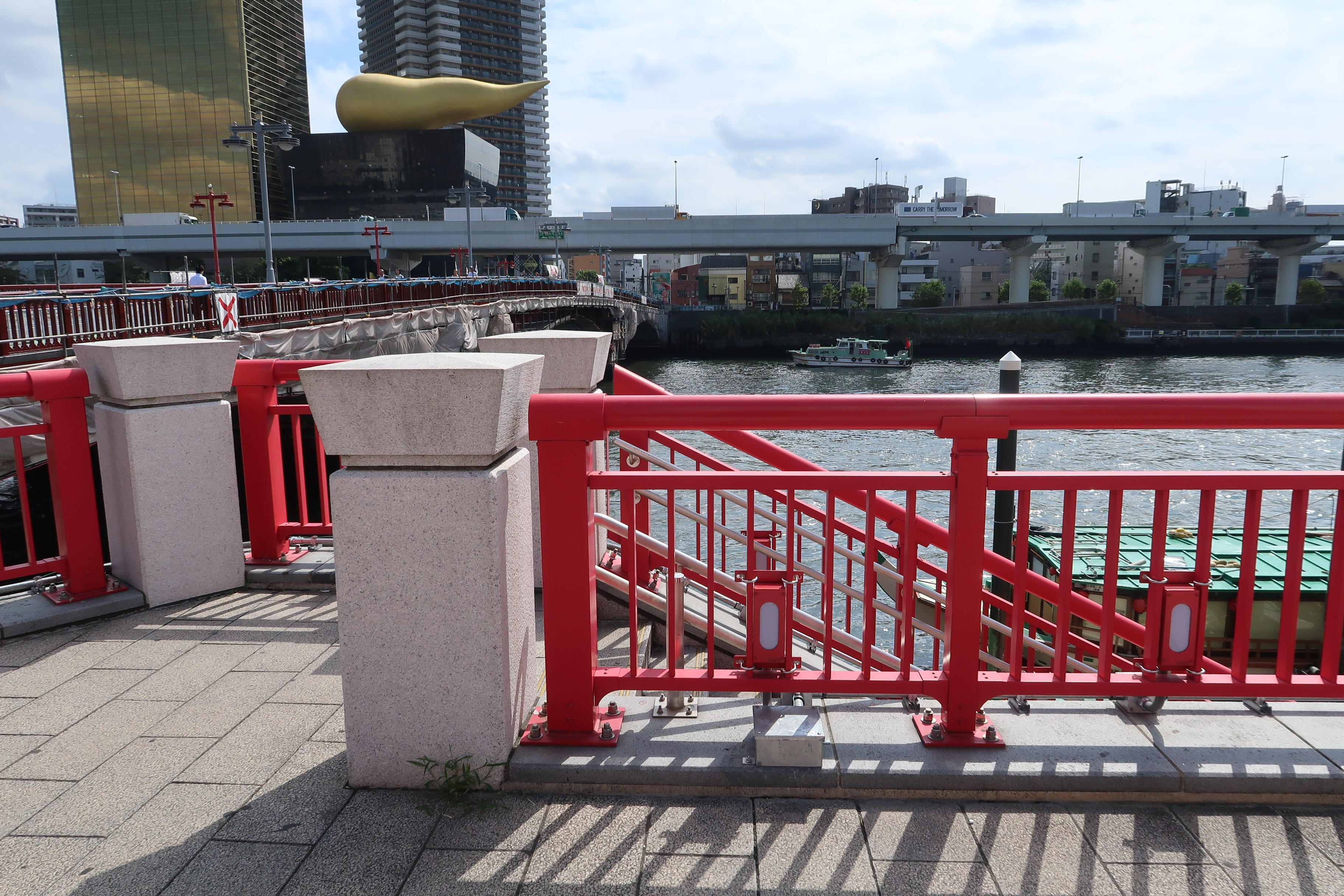
吾妻橋西詰（悠輔と美雪が初めてのデートで待ち合わせした場所）

『雪の華』（ゆきのはな）は、2019年2月1日に公開された日本映画である。中島美嘉が歌った『雪の華』をモチーフに恋愛映画として登坂広臣（三代目 J Soul Brothers from EXILE TRIBE）と中条あやみ主演で実写映画化された。

## 製作
2018年2月に「大型ラブストーリー企画」として、タイトルは隠されたまま、三代目 J Soul Brothers from EXILE TRIBEの登坂広臣と中条あやみの初共演が発表された。同年6月、企画の内容が公表される。

## あらすじ
幼い頃から病気がちだった平井美雪は、ついに主治医・若村から残り一年を大切にするようにと余命宣告を受ける。そして、自分だけが取り残されてしまったような思いで歩いた病院からの帰り道、萬年橋の上で美雪は自転車に乗った男にバッグをひったくられ、悲鳴を上げることもできずにしゃがみこんでしまう。そこに通りかかったガラス工芸家をめざす青年・綿引悠輔は、犯人を追いかけてバッグを取り戻し、美雪に「声を出していけよ！」と励ます。
その後、美雪は街角で偶然見かけた悠輔の後をつけて、悠輔が勤務するカフェ「Voice」を訪れる。美雪は、悠輔とカフェの経営者である岩永との会話からカフェが経営危機に瀕しているのを知り、「私が出します、100万円。その代わり1ヶ月、私の恋人になってください！」と、精一杯の「声を出して」一生分の勇気を振り絞り、期間限定の恋を持ちかける。悠輔は美雪の申し出に戸惑いながらも恋人を演じることを引き受ける。
自分の体のこともあって恋愛は諦めていた美雪は、北欧風の可愛い夢ノートに、「恋人としたいこと」を書いていき、それを悠輔とともに実行していく。 初めての待ち合わせ、お弁当、別れ際の見送り、悠輔には「こんなことでいいの？」という感じのことが美雪にとっては何もかもが輝いて思えた。
いつも眺めていた隅田川の遊覧船デートや、悠輔の店を恋人として手伝ったり、悠輔の家で家族（初美、浩輔）を紹介してもらって、一緒に楽しく食事をしたり、美雪の夢ノートに書かれていた、ずっと想像だけで終わると思っていたことが一つずつ実現していった。
悠輔の家からの夜の帰り道、二人はライトアップされた萬年橋のたもとを話しながら歩いている。そして、悠輔が照れくさそうに手作りの綺麗な水色のガラス玉を美雪に渡す。美雪は少し迷いながらも、恋人契約を一気に終わらせましょうと言い、最後の大イベントと言ってフィンランドへの旅行に悠輔を誘う。二人で訪れたフィンランドでは、美しい景色、優しい街並みの中で楽しく過ごし、自然と距離が近づく二人だったが、やがて旅の終わりとともに、恋人の契約期間も終了となり、二人は心残りを感じながらも別れてしまう。
悠輔と別れた後、一人で冬を迎えた美雪は、子どもの頃からの夢だった、幸運が訪れるという赤いオーロラを見るために、主治医・岩永の反対を押し切り、フィンランドに人生最後の旅に出る。一方、弟が怪我をした病院に駆け付けた悠輔は偶然に美雪を見かけ、全ての事情を知ることとなり、美雪の後を追ってフィンランドに向かう。
ヘルシンキ空港に着いた悠輔は、一面の雪の中を長距離列車に乗り、親切な地元の人の車に乗せてもらい、最後は倒木のため車が通行できなくなった雪深い道を走り、美雪のいる レヴィに必死の思いで向かう。
美雪はレヴィでオーロラ鑑賞の場所にいるが、オーロラは観られそうもなく、雪の中でただ一人で立っている。そして、悠輔からもらった水色のガラス玉を胸に「悠輔、会いたいよ！悠輔のことが大好きなんだよ！」と思い切り叫ぶ。そんな時やっとたどり着いた悠輔が現れる。美雪に再会できた悠輔は、二人が生きてる限り恋人でいたいと自分の気持ちを打ち明けた。美雪と悠輔の前に緑色のオーロラが現れ、やがて夢のように綺麗な赤いオーロラとなり、二人を包み込む。
・・・美雪の夢ノートには、「二人でオーロラを見る。無理かなこれは…　できれば赤希望！」

## キャスト
- 綿引悠輔：登坂広臣（三代目 J Soul Brothers from EXILE TRIBE）
- 平井美雪：中条あやみ（幼少時：菅沼実優）
- 平井礼子：高岡早紀
- 岩永：浜野謙太
- 綿引初美：箭内夢菜
- 綿引浩輔：江崎政博
- 美雪の父：山中聡
- 若村（美雪の主治医）：田辺誠一

## スタッフ
- 監督：橋本光二郎
- 脚本：岡田惠和
- 音楽：葉加瀬太郎
- 主題歌：中島美嘉「雪の華」（ソニー・ミュージックレーベルズ）
- 製作：高橋雅美、池田宏之、森雅貴、水野道訓、渡井敏久、高木雄一郎、栗原克明、渡辺章仁、髙橋誠、石垣裕之、田中祐介
- エグゼクティブプロデューサー：濱名一哉
- 企画：小笠原明男
- プロデューサー：渡井敏久、田口生己
- ラインプロデューサー：宿崎恵造、山下秀治
- 撮影：大嶋良教
- 美術：小川富美夫
- 照明：神野宏賢
- 録音：加藤大和
- 編集：原浩次
- 装飾：奥利暁
- 衣装：篠塚奈美
- ヘアメイク：葉山三紀子
- スクリプター：工藤みずほ
- VFX：赤羽智史
- 医療監修：近藤聡英
- キャスティング：吉川威史、細川久美子
- 助監督：宮村敏正
- アソシエイトプロデューサー：ダニエル・トイヴォネン
- 企画・制作プロダクション：エー・フィルムズ
- 製作幹事・配給：ワーナー・ブラザース映画
- 製作：映画「雪の華」製作委員会（ワーナー・ブラザース映画、LDH JAPAN、ソニー・ミュージックエンタテインメント、エー・フィルムズ、エー・チーム、エー・プラス、ローソン、KDDI、WOWOW、GYAO）

## ノベライズ
- 本作品の脚本家・岡田惠和と国井桂によりノベライズがされ、映画の公開に先がけて2018年12月27日に文庫として発売された[5]。映画では表現されなかった詳細な事情等が記載されている。

## 書誌情報
- 雪の華（2018年12月27日、幻冬舎文庫、ISBN 978-4-344-42826-3）
- 映画「雪の華」オフィシャルフォトブック（2019年1月24日、ISBN 978-4-344-03413-6）